# Heliophanus ibericus
Heliophanus ibericus es una especie de arañas araneomorfas de la familia Salticidae.

## Distribución geográfica
Es endémica del centro de la península ibérica (España).